# わいど!ウォッチャー
『わいど!ウォッチャー』は、1993年3月1日から同年9月30日までTBS系列局で放送されていたTBS製作のワイドショー。
1993年10月1日から1995年3月31日まで、改題し放送された『ウォッチャー』についてもこの項に記述する。
放送時間は毎週月曜 - 金曜 12:00 - 12:55 （日本標準時）。

## 概要
1991年9月まで同時間帯で放送されていた『ぴりっとタケロー』『悠々!お昼です』の森本毅郎を再度司会に起用した平日昼の帯番組。開始当初は「世の中の噂をのぞく」「ワイドショーをウォッチングする番組」というコンセプトだった。
当初は『太っ腹TV!わいど!ウォッチャー』と題して放送されていたが、それから程なくして『わいど!ウォッチャー』表記に変更された（ただし、番組開始時に前番組『素敵な気分De!』の最終回で流された新番組予告などでは当時から『太っ腹TV!』を冠さない『わいど!ウォッチャー』表記だった）。さらに1993年10月1日には『ウォッチャー』と改題し、周3兄弟の中華料理などでテコ入れを図った。番組はそれから1年半続いたため、結果的にこのタイトルが一番長く使われた。
また、当初は日比谷シャンテにあったTBSのサテライトスタジオ（千代田ビデオ管理）を使用していたが、後にTBS本社敷地内に放送センターが完成。このセンターが稼働を開始した1994年10月4日放送分からは、同センター内Cスタジオを用いるようになった。
この番組の放送期間中には北海道南西沖地震、阪神・淡路大震災、地下鉄サリン事件など様々な事件や事故が起きたため、特番体制での放送を行ったこともある。
制作協力は森本毅郎が司会を担当している『噂の!東京マガジン』と同じフラジャイルだった。

## 出演者

### 司会
- 森本毅郎
- 中島啓江 - 初代パートナー。
- 城戸真亜子 - 2代目パートナー。

### レギュラー
- 周富徳
- 周富安
- 周富輝
- 小沢遼子
- 北野誠
- せんだみつお
- 山口良一
- ヨネスケ
- 島田洋七
- 越前屋俵太

## スタッフ
- 制作協力：フラジャイル
- プロデューサー：小野寺廉・大島敏明
- TK：鈴川知子

| TBS系列 平日12:00枠                             | TBS系列 平日12:00枠 | TBS系列 平日12:00枠                                         |
| 前番組                                          | 番組名 | 次番組                                                      |
| ----------------------------------------------- | --- | ----------------------------------------------------------- |
| 素敵な気分De! （1992年10月5日 - 1993年2月26日） | 太っ腹TV!わいど!ウォッチャー ↓ わいど!ウォッチャー （1993年3月1日 - 1993年9月30日） ↓ ウォッチャー （1993年10月1日 - 1995年3月31日） | 山田邦子のしあわせにしてよ （1995年4月3日 - 1997年3月28日） |